# Хонфи, Каролина
Каролина Хонфи (венг. Honfi Károlyné; 16 апреля 1933, Будапешт — 10 октября 2010, Будапешт) — венгерская шахматистка, международный мастер среди женщин (1969).

## Биография
С начала 1960-х до начала 1970-х была одной из ведущих шахматисток Венгрии. В 1961 году победила на чемпионате Венгрии по шахматам среди женщин. Еще четыре раза в этом турнире занимала второе место (1959, 1963, 1964, 1968). Представляла сборную Венгрии на шахматной олимпиаде в 1969 году и в командном зачете завоевала серебряную медаль.
В 1970-е и 1980-е годы успешно выступала в соревнованиях по переписке. 
В составе женской сборной Венгрии участвовала во Второй олимпиаде ИКЧФ по переписке среди женщин (1980—1982). В 1977 году получила звание международного мастера по переписке среди женщин.
Была замужем за шахматистом К. Хонфи.

## Изменения рейтинга
| Графики недоступны из-за технических проблем. См. информацию на Фабрикаторе и на mediawiki.org. |